# Союз свободных рабочих Германии

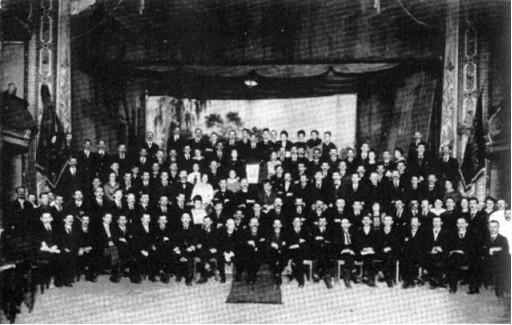
Конгресс FAUD в 1922 году в Эрфурте.

Союз свободных рабочих Германии (нем. Freie Arbeiter Union Deutschlands; FAUD — ФАУД) — анархо-синдикалистское профсоюзное объединение, которое было создано на основе переименованной Свободной ассоциации немецких профсоюзов (FVDG) с 15 сентября 1919 и существовало до своего официального роспуска в январе 1933 года после прихода к власти национал-социалистов, хотя многие его члены продолжали вести политическую работу, подпольное и организованное сопротивление против нацистского режима. Международная ассоциация трудящихся, в которой состоял ФАУД, была основана по инициативе немецкой организации.
Свободный рабочий союз (FAU), который был основан в 1977 году, считается наследником традиций ФАУД. На пике своего развития ФАУД насчитывал 150 000 членов.